# پایک سونگ هو
پایک سونگ هو (انگلیسی: Paik Seung-ho؛ زادهٔ ۱۷ مارس ۱۹۹۷) بازیکن فوتبال اهل کره جنوبی است.که در باشگاه فوتبال بیرمنگام سیتی در پست هافبک بازی می‌کند.
وی همچنین در تیم ملی فوتبال زیر 20 سال کره جنوبی، زیر ۲۳ سال کره جنوبی، و کره جنوبی بازی کرده‌است.